# مانويل بوهلر
مانويل بوهلر هو لاعب كرة قدم سويسري في مركز الوسط، ولد في 1 سبتمبر 1983. شارك مع منتخب سويسرا تحت 21 سنة لكرة القدم. أما مع النوادي، فقد لعب مع نادي آراو ونادي سيون ونادي غراسهوبر زيوريخ ونادي كياسو ونادي نوشاتل زاماكس ونادي نيون.